# Mariage homosexuel à Malte
Le mariage homosexuel est autorisé à Malte de même que l'adoption d'enfants par les couples de même sexe depuis le 1er septembre 2017, Malte étant le 25e pays dans le monde et le 15e en Europe à avoir légiféré en ce sens.

## Situation antérieure: unions civiles
Le 14 avril 2014, le Parlement a voté une loi permettant l'union civile des couples de même sexe et leur droit à l'adoption.

## Légalisation
À la suite des élections générales de 2017, le Premier ministre Joseph Muscat travailliste propose comme premier texte de loi de l'assemblée nouvellement élue une légalisation du mariage homosexuel. Le texte passe en première lecture à la chambre sans obstacle, le seul parti d'opposition représenté au parlement, Force nationale, étant également favorable au projet de loi. Des critiques sont néanmoins émises par plusieurs responsables politiques et religieux quant à la forme de la légalisation, remplaçant tous les mots désignant les conjoints par des termes au genre neutre.
La loi est votée le 12 juillet à la quasi-unanimité, avec 66 voix pour sur 67, un seul élu de l'opposition Force nationale ayant voté contre « par conscience, et malgré son respect de la séparation de l'Église et de l'État ». 
La loi est signée par la présidente maltaise Marie-Louise Coleiro Preca le 1er août et publiée au journal officiel le lendemain pour une entrée en vigueur à déterminer par le gouvernement. Les premiers mariages entre personnes de même sexe peuvent ainsi être célébrés à partir du 1er septembre 2017.